# CS 에멜레크

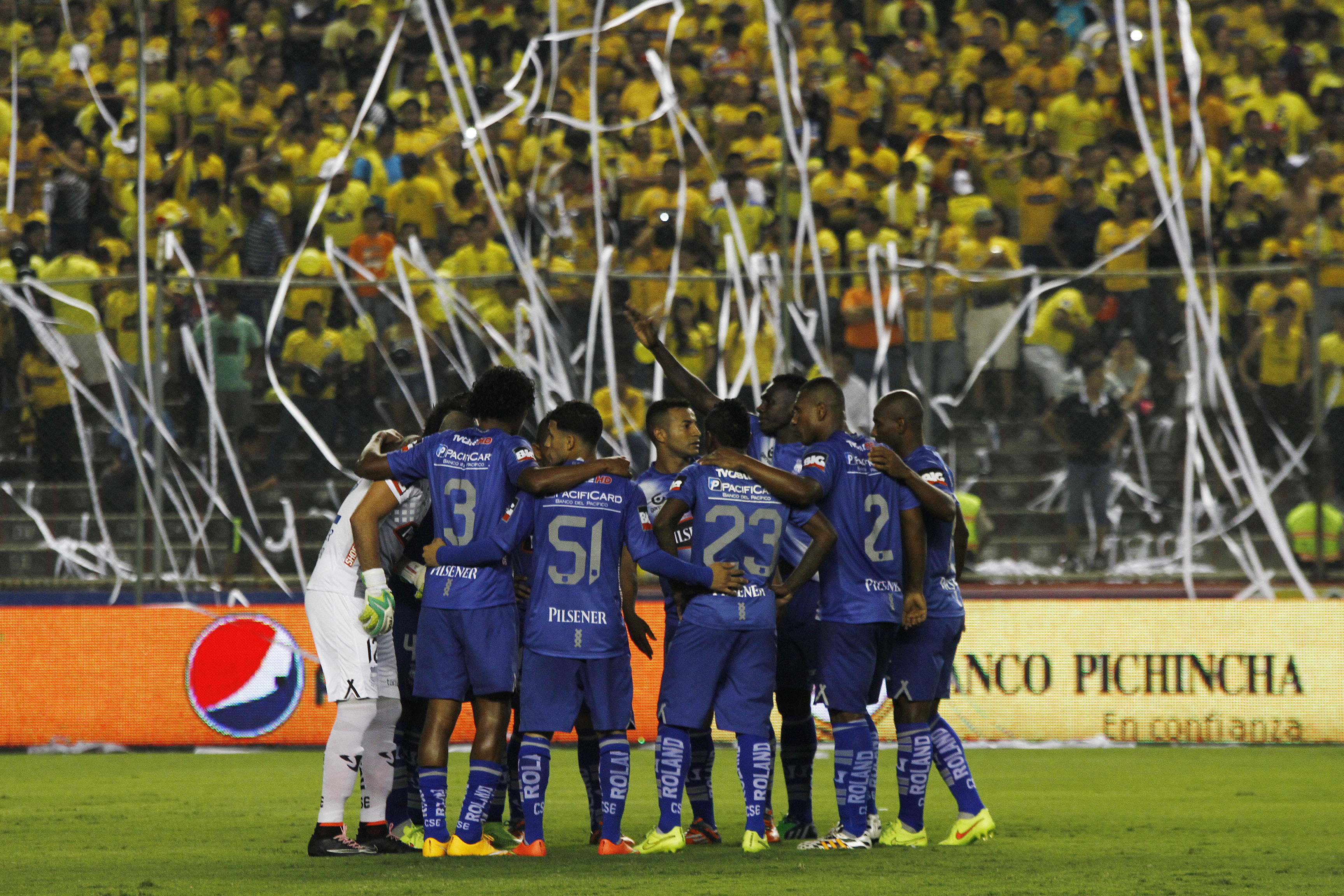

클루브 스포르트 에멜레크(Club Sport Emelec)는 에콰도르의 과야킬을 연고로 하는 스포츠 클럽으로, 축구 클럽으로 잘 알려져 있다. 이 축구팀은 국가 1부 리그인 에콰도르 세리에 A에 속해 있다.
에멜레크는 에콰도르 세리에 A를 14회 우승했으며 더 나아가서, 에멜레크는 7차례 지역 리그 우승 (지역 최다 기록)도 거두었는데, 프로 시대에 5개 부문에서 기록을 세우고 있다.
에멜레크는 1929년 4월 28일, 미국인 전기회사 사장이자, 에콰도르 전기 회사의 CEO였던 조지 캡웰에 의해 창단되었고, 클럽은 그의 이름을 따 창단되었다. 홈구장인 에스타디오 조지 캡웰은 창립자에 대한 존경의 표식으로 창단자의 이름을 딴 것이다. 에멜레크는 에콰도르 내에서 가장 인기 있는 팀 중에 하나로 손꼽힌다. 클럽은 같은 연고지를 둔 바르셀로나 스포르팅과 라이벌 관계를 형성하고 있다. 이들 두 클럽 간의 경기는 엘 클라시코 델 아스티예로 (El Clásico del Astillero) 로 불린다.

## 역대 성적
- 에콰도르 세리에 A (14): 1957, 1961, 1965, 1972, 1979, 1988, 1993, 1994, 2001, 2002, 2013, 2014, 2015, 2017
- 에콰도르 세리에 B (1): 1981 E1

지역 리그
- 캄페오나토 우니온 데포르티바 코메르키알 데 과야킬 (2): 1925, 1933
- 캄페오나토 아마테우르 델 푸트볼 엘 과야스 (2): 1946, 1948
- 캄페오나토 프로페시오날 데 과야킬 (5): 1956, 1957, 1962, 1964, 1966

## 선수 명단

### 현역
참고: FIFA 자격 규정에 따라 소속된 국가대표팀 국기를 표시합니다. 선수는 복수의 FIFA 비회원국 국적을 가지고 있을 수 있습니다.
| 번호 | 포지션 | 국적     | 이름               |
| ---- | ------ | -------- | ------------------ |
| 9    | FW     |          | 파쿤도 카스텔리    |
| 16   | MF     | 에콰도르 | 크리스티안 노보아  |
| 19   | FW     |          | 후안 파블로 루이스 |

| 번호 | 포지션 | 국적 | 이름 |
| ---- | ------ | ---- | ---- |

## 역대 감독
| 감독            |      |
| --------------- | ---- |
| 아니발 루이스   | 2008 |
| 호르헤 삼파올리 | 2010 |